# كاتدرائية متز

كاتدرائية متز هي كاتدرائية رومانية كاثوليكية تقع في متز عاصمة إقليم لورين، فرنسا.